# 千山古建筑群
千山古建筑群位于中国辽宁省鞍山市千山区千山景区，包括“五大禅林”（龙泉寺、香岩寺、大安寺、祖越寺、中会寺）和无量观，2013年被列为第七批全国重点文物保护单位。
龙泉寺位于千山北沟中部，建于明代。
香岩寺位于千山南沟仙人台西香岩谷内，是千山创建最早的寺庙之一。香岩寺周围有辽金砖塔和金代石刻。
大安寺位于千山南沟中部，寺内现存正殿、前殿、后殿、钟楼、山门、禅堂、东西配殿等三十余间。
祖越寺位于千山北沟，寺前有两座石塔，为金元时建筑存。
中会寺位于千山南沟中部，因地处五寺之中，故名曰“中会寺”。
无量观坐落于千山北沟，始建于康熙年间。